# جياو زهانبو
جياو زهانبو (بالصينية: 肖战波) (22 يوليو 1975 بشنيانغ في الصين - ) هو لاعب كرة قدم صيني في مركز الوسط. شارك مع منتخب الصين لكرة القدم. أما مع النوادي، فقد لعب مع شانغهاي غرينلاند شينهوا وكينغداو جونون وChengdu Tiancheng F.C. ‏ وLiaoning F.C. ‏ وShenyang Dongjin F.C. ‏.

## وصلات خارجية
- جياو زهانبو على موقع قاعدة بيانات كرة القدم.إي يو (الإنجليزية)
- جياو زهانبو على موقع ناشيونال فوتبول تيمز (الإنجليزية)
- جياو زهانبو على موقع Soccerway.com (الإنجليزية)